# Усть-Ургал
Усть-Урга́л — село в Верхнебуреинском районе Хабаровского края. Административный центр и единственный населённый пункт сельского поселения «Село Усть-Ургал».

## Население
| 1992 | 2002 | 2010 | 2011 | 2012 | 2013 | 2014 |
| ---- | ---- | ---- | ---- | ---- | ---- | ---- |
| 307  | ↘276 | ↘202 | →202 | ↘188 | ↘184 | ↘179 |
| 2015 | 2016 | 2017 | 2018 | 2019 | 2020 | 2021 |
| ↘170 | →170 | ↗180 | ↘164 | ↘152 | ↘144 | ↗154 |

## Экономика
На территории поселения осуществляют свою деятельность сельскохозяйственные предприятия — кооператив «Селянин». Основное направление производства — растениеводство.
В 2007 году сельскохозяйственное предприятие ООО «Усть-Ургал» приостановило свою деятельность (угольщики отказались поддерживать своё бывшее подсобное хозяйство).

## Социальная сфера
- Фельдшерско-акушерский пункт
- МКОУ НОШ-детсад № 5
- Филиал № 7 центральной районной библиотеки
- Спортивные объекты: волейбольная площадка, уличные спортивные тренажёры